# Саласюк, Владимир Митрофанович
Саласюк Владимир Митрофанович (1 апреля 1927, Сингаевка, Бердичевский округ — 18 мая 1996, Кривой Рог, Днепропетровская область) — советский строитель, начальник комбината «Кривбасстрой», Герой Социалистического Труда (1975).

## Биография
Родился 1 апреля 1927 года в селе Сингаевка Бердичевского района (ныне в Житомирской области) в семье крестьянина.
В 1936 году вместе с родителями был сослан в Сибирь, где жил в селе Берёзовка (ныне в Томской области). Окончил 10 классов Колпашевской средней школы № 1. Работал в городе Колпашево работником сцены в драмкружке.
Во время Великой Отечественной войны работал на стройке.
В 1949 году окончил Днепропетровский институт инженеров железнодорожного транспорта по специальности «инженер путей сообщения — строитель». В 1949—1959 годах — прораб, начальник отдела капитального строительства, главный инженер Лузского лесхоза Кировской области.
В 1959—1962 годах — главный инженер строительного управления «Аглострой-4», начальник управления треста «Криворожаглострой». В 1962—1965 годах — главный инженер треста «Криворожсеверрудстрой». В 1965—1968 годах — главный инженер треста «Криворожстрой». В 1968—1992 годах — начальник комбината «Кривбасстрой».
Участник Лейпцигской ярмарки 1965 года. Руководил строительством и реконструкцией Криворожстали, ГОКов, шерстопрядильной фабрики, скоростного трамвая, школ, объектов быта, миллионов квадратных метров жилья в Кривом Роге.
Умер 18 мая 1996 года в Кривом Роге, где и похоронен на Центральном кладбище.

## Награды
- Медаль «Серп и Молот» (08.04.1975);
- Орден Ленина (08.04.1975);
- Орден Дружбы народов;
- Дважды орден Трудового Красного Знамени;
- Орден Октябрьской Революции.

## Память
- именем Владимира Саласюка названа улица в Покровском районе Кривого Рога[1][2];
- памятная доска на здании бывшего комбината «Кривбасстрой»;
- почётный профессиональный нагрудный знак «Саласюк В. М.» ассоциации «Комсомолец Кривбасса»[3].
- Имя на Стеле Героев в Кривом Роге.